# Западные леса Канадского щита

Западные леса Канадского щита на карте

За́падные леса́ Кана́дского щита́ (англ. Midwestern Canadian Shield forests) — экологический регион в природной зоне тайги и бореальных лесов на севере Канады.

## Расположение
Это область холмов с озёрами различной величины, заболоченными территориями и каменистыми обнажениями пород Канадского щита в Северном Саскачеване, севере Центральной Манитобы (к северу и востоку от озера Виннипег) и Северо-Западной Онтарио. К особым зонам относятся атабаскские песчаные дюны и многие озёра вроде саскачеванских озёр Кри, Аппер-Фостер и Оленьего. Климат холодный, зимой даже очень холодный, хотя на холмах вокруг Лак-Сёля более тепло и влажно, чем в экорегионе в целом, но на Атабаскской равнине и в гористых местностях севернее рек Черчилл и Хейс прохладнее. В регионе много очагов вечной мерзлоты.